# São João do Jaguaribe
São João do Jaguaribe là một đô thị thuộc bang Ceará, Brasil. Đô thị này có diện tích 280,436 km², dân số năm 2007 là 8344 người, mật độ 29,75 người/km².